# Insenatura di Rameau
L'insenatura di Rameau è un'insenatura larga circa 7 km all'imboccatura e lunga 8, situata nella costa dell'isola Alessandro I, al largo della Terra di Palmer, in Antartide. L'insenatura, che si estende in direzione nord-ovest/sud-est nella costa dell'estremità occidentale della penisola Beethoven e la cui superficie è completamente ricoperta dai ghiacci, si trova in particolare tra la penisola Pesce, a nord-est, e capo Westbrook, a sud-ovest.

## Storia
L'insenatura di Rameau è stata scoperta il 29 gennaio 1973 grazie all'analisi di fotografie satellitari scattate da uno dei satelliti Landsat ed è stata così battezzata dal Comitato britannico per i toponimi antartici in onore del compositore francese Jean Philippe Rameau.